# قصر أحمد
قصر أحمد هي ثالث أكبر تجمع سكاني شرق مدينة مصراته, التي تعتبر ثالث أكبر مدن ليبيا سكانا. عرفت هذه المنطقة قديما باسم كيفالاي برومنتوريوم. 
ترجع أهمية قصر أحمد الاقتصادية في احتوائها على مجمع صناعي ضخم لإنتاج الحديد والصلب، وأيضا على المنفذ التجاري البحرى الوحيد لمدينة مصراتة وهو ميناء مصراته, وكذلك ميناء بحري لصيد الأسماك وعلى الرغم من وجود بعض الأراضي الزراعية في المنطقة إلا أنه ليس لها أهمية زراعية كبيرة إذ أن أغلب أراضيها هي سبخة (تربة ملحية).
يعد مصنع الحديد والصلب أكبر المصانع في ليبيا في إنتاج أنواع الحديد المختلفة وكذلك ثالث أكبر مصنع في الوطن العربي وواردات الحديد الخام التي تصل إلى المصنع هي من مخزون العظيم الهائل الموجود داخل صحاري ليبيا الجنوبية حيث أثبتت المصادر أنه يوجد حوالي ملايين من الأطنان من الحديد قرب سبها ومرزق وغيرها من المدن الليبية.

## ثقافة
عُقد في صيف 2008 مهرجان العرعار السياحي الذي تضمن مشاركات من كافة أنحاء ليبيا وكذلك بعض المشاركات من بعض الدول.
وبها قرية الملايطة المشهورة بعلماء الدين والقرآن الكريم .

## رياضة
يوجد في منطقة قصر أحمد نادي رياضي واحد يعرف باسم ((نادي البشائر)) الذي يطل على الشاطئ بالقرب من الميناء البحري، كذلك يوجد بالمنطقة نادي بحري يحتوي على مختلف الأنشطة الرياضية البحرية، ويقع بالقرب من ميناء الصيد البحري بالمنطقة.

## سبب التسمية
يقول ابن خلكان في تعريف أفريقيا (اسم أرض من أراضي المغرب تشتمل على مدن وقرى كثيرة قاعدتها في الإسلام القيروان ومن مدنها المشهورة طرابلس الغرب وقصر أحمد) وقد اختلفت المصادر حول تسميتها ولكن الرأي الراجح هو رجوعها إلى العصر الفينيقي حيث تسمى باسم (كيفالي)
ثم استوطنها الرومان واستغلوا مرفأها الطبيعي ذي الموقع المتميز ثم جاء من بعدهم المسلمون وأطلقوا عليها اسم هواري أو المدينة الصغيرة ثم استوطنها الأغالبة وأقاموا فيها قصرا لحاكمهم أحمد بن الأغلب فسميت المنطقة بهذا الاسم (قصر أحمد).
وأهم مرجع في تسميتها يرجع للقرن الثالث عشر والرابع عشر عند قيام مقاتلي هوارة بقيادة أحمد ابن الشيخ محمد بن تليس العائد من الأندلس والتي ترجع أصوله لهوارة بتأسيس قوة لحماية طرق التجارة وأعاد تأسيس المرفأ وأنشأ فيه مقر له وهو سبب تسميته بقصر أحمد ومن المعروف مقره في الجنوب في الوديان حيث تتم زراعة الغلال وأشجار الزيتون الذي يعتبر حينها أهم موارد المنطقة التي يتم تصديرها عبر المرفأ البحري وتعرف بمنطقة بني وليد حاليا ولا زالت فيها قلعة معروفة باسم بن تليس .

## أهم المناطق
- صور جبران.
- المحجورة
- الطونية
- السبخة
- وسط البلاد
- الوشيك.
- الملايطة.
- الشوارن.
- صور سعود.

## الموقع الجغرافي
تعد المنطقة ذات موقع جغرافي متميز على الساحل الأفريقي فقد استخدمت كميناء تجاري منذ القدم واستخدمت كمدخل للسيطرة على منطقة مصراتة حتى وقتنا الحاضر أثناء معارك الثوار مع الكتائب حيث باحتفاظ الثوار على سيطرتهم على منطقة قصر أحمد تمكنوا من استعادة السيطرة على كامل منطقة مصراتة والانطلاق لتحرير باقي المدن المجاورة كتاورغاء وزليتن والخمس وسرت وحتى طرابلس.

## تعداد السكان
يبلغ سكان منطقة قصر أحمد حوالي (27000) نسمة تقريبا موزعين على محلتين محلة شهداء قصر أحمد ومحلة شاطئ النخيل.

## المعالم التاريخية بالمنطقة
يوجد العديد من المعالم التاريخية التي تعود إلى عصور مغلة في القدم ومن أهم هذه المعالم التاريخية.
- الحمام الروماني القديم.
- الفيلات الرومانية القديمة التي تعود إلى العصر الروماني وتوجد خلف الميناء التجاري حاليا.
- أطلال مدينة كفالي التاريخية.
- مجموعة من المباني الإسلامية العتيقة مثل قبر الصحابي الجليل عبد الرحمن أبو شعيفة.
- مسجد الشيخ العلامة ابن غلبون.
- مدرسة نوري بك الحربية 1916 م التي خرّجت عدد كبير من ضباط ساهموا في حركة الجهاد الليبي ضد الغزو الإيطالي.

## أهم المشاريع الاستراتيجية في المنطقة
- الشركة الليبية للحديد والصلب.
- المنطقة الحرة - مصراتة/قصر أحمد.
- الميناء التجاري - قصر أحمد.
- ميناء الصيد البحري.